# Виногоров, Владислав
Владислав Виногоров (настоящее имя Владислав Александрович Рябенко) (род. 1970) — украинский писатель, работающий в жанре научной фантастики на русском языке.

## Биография
Родился 23 августа 1970 года в городе Ровно, Украинской ССР, в семье преподавателей. С 1986 года проживает в городе Харькове, Украина.
В 1993 году окончил факультет энергомашиностроения Харьковского политехнического института. В течение нескольких лет занимался программированием.
Закончил первый роман «Вольному воля» в 1994 году, опубликован в издательстве АСТ.
Кроме романов, опубликовал ряд фантастических рассказов и повестей. Повесть «Бестиарии» создал в соавторстве с Б. В. Успенским.

## Произведения
Повести и рассказы:
- Поле игры (рассказ, 1997).
- Фухе и смертная казнь (рассказ, 2000).
- Бестиарии (повесть, в соавторстве с Борисом Успенским, 1993—2001).
- Хакеры (рассказ, 1999—2003).
- Услышать друг друга (рассказ, март — апрель 2005).

Романы:
- Вольному воля. — М.: АСТ, 2001. — 15 000 экз. — ISBN 5-17-010899-0.
- Спасенному рай. — М.: АСТ, 2003. — 7000 экз. — ISBN 5-17-016583-8.
- Повстанец: Роман. — М.: АСТ — Люкс, 2005. — 7000 экз. — ISBN 5-17-029421-2. 7000 экз. — ISBN 5-9660-1253-9.